# T.Nゴン
株式会社T.Nゴン（ティーエヌゴン、英語: T.N GON Co., Ltd.）は、日本の芸能事務所。

## 概要
東京都世田谷区に所在する芸能事務所である。2018年4月1日よりビートたけしが所属することで知られている。事実上たけしの個人事務所である。社名の由来は、「T」がたけしの頭文字、「N」は小説の主人公の名前の頭文字（『ゴンちゃん、またね』の則之）から、「ゴン」はたけしの愛玩犬の名前の「ゴン」からとしている。

## 沿革
T.Nゴンは、ビートたけしらにより2015年に設立された。国税庁の「社会保障・税番号制度法人番号公表サイト」によれば、2015年10月27日に法人番号を指定されている。2017年3月には、たけしが代表取締役に就任した。
会社設立に携わったビートたけしは、今まで所属していたオフィス北野（現：TAP）を2018年に退所し、同年4月1日よりT.Nゴンに所属することになった。たけしはオフィス北野の役員も務めていたが、同年3月に役員を退任した。なお、オフィス北野からの独立にあたって、ビートたけしは退職金を受け取らないうえ、一定の資金も残すことになっている。また、ビートたけしの弟子にあたる〆さばアタルとアル北郷の両名は、お笑い芸人としてだけでなく構成作家としても活動し、ビートたけしのライブの企画・構成も担当していることから、たけしに続いてT.Nゴンへと移籍した。
尚、現在、T.Nゴンの公式ページのトップには
「※タップおよび養成所のタップセカンドは私（北野武、ビートたけし）とは関係ありません。間違えないでね。」との文言記載があり、片やTAPの公式ページにはT.Nゴンサイドからの要請で「※ 2020年1月1日オフィス北野は、株式会社TAPに社名変更しました。※ 弊社及びTAPsecondは、ビートたけし（北野武）氏とは所属・業務提携の関係にありません。」との文言記載もあり両者間の「無関係」が強調されている。

## 所属芸能人
- ビートたけし - お笑い芸人、映画監督
- 〆さばアタル - お笑い芸人、構成作家
- アル北郷 - お笑い芸人、構成作家